# Defensiemedaille
De Defensiemedaille van het Britse Gemenebest (Engels: "Defence Medal") is een onderscheiding. Deze onderscheiding die tot de campagnemedailles wordt gerekend werd aan tientallen groepen mensen en categorieën personen toegekend. Niet iedereen kwam in immers aanmerking voor de Oorlogsmedaille ("War Medal") maar vrijwel de gehele bevolking was op enigerlei wijze ingeschakeld bij de oorlogsvoering en de oorlogsproductie. Men kan daarbij denken aan de politie, de brandweer, vrijwilligers bij de landwacht, de "home guard", koeriers("Civil Defence Messenger Service"), de kustwacht, vrijwillige waarnemers van de luchtverdediging, ("Royal Observer Corps"), de brandweer en de vrijwillige brandweer,   en de zeeloodsen. Naar overzee uitgezonden vrijwilligers in de Orde van Sint-Jan, fysiotherapeuten, artsen en Rode Kruis medewerkers, de katholieke vrouwenbond, geestelijken, geleerden, het Leger des Heils, burgerpersoneel van de strijdkrachten, vrouwelijk personeel van de strijdkrachten, schooljuffrouwen op Malta, tolken, technisch personeel en diplomatieke koeriers van het Ministerie van Oorlog konden deze medaille aanvragen of voorgedragen worden. De medaille had dus een civiel en een militair karakter.

## Achtergrond
Er zijn 97 categorieën rechthebbenden.
Onder hen waren de beheerders van schuilkelders, ambulancepersoneel, de ziekendragers in Londen, decontaminatiemedewerkers, medewerkers van de BB (Civil Defence), verpleegsters in schuilkelders, distributiepersoneel en kantinepersoneel. Ook medewerkers in mortuaria in die gebieden waar bombardementen dreigden kwamen in aanmerking.
Verder kwamen ook entertainers, vroedvrouwen, brandweerlieden (waaronder de aanhangers van het Genootschap der Vrienden, de "Quakers" die om gewetensgronden niet in het leger vochten, de reservepolitie, de dokpolitie, de spoorwegpolitie, de vrijwilligers op Amerikaanse ambulances, vuurtorenwachters, rivierpatroulles, broeders in "Casualty Evacuation Trains Emergency Medical Service" en vrijwillige stretcherdragers in aanmerking.
De medaille werd op 16 augustus 1945 ingesteld.
Om voor verlening in aanmerking te komen moest men een vastgestelde periode, 1080 dagen binnen het Verenigd Koninkrijk, 360 dagen "non-operational" buiten de Britse eilanden of 180 dagen in een gebied waar men gevaar liep om slachtoffer van luchtaanvallen te worden, actief zijn geweest.
Wanneer men de gegeven termijn niet had volgemaakt omdat men verwond was werd de medaille desondanks toegekend, in dat geval met een " Wound Stripe". De nabestaanden van omgekomen gerechtigden kunnen de medaille nog steeds aanvragen. Ook zij die een onderscheiding voor dapperheid of een ridderorde kregen terwijl men diende op een plek waarvoor men de Defensiemedaille mag aanvragen krijgen de medaille ongeacht de termijnen uitgereikt.
De medewerkers van de mijnopruimingsdienst kregen de medaille voor drie maanden dienst in dat gevaarlijke onderdeel.
De Britse ronde medaille is van een koper-nikkel legering en 36 millimeter breed. In de overzeese gebiedsdelen, landen die niet zo zwaar door de oorlog waren getroffen en in tegenstelling tot het moederland een bloeiende economie kenden, was de medaille van sterling zilver.
De medaille heeft op de voorzijde het portret van Koning George VI van het Verenigd Koninkrijk en het omschrift "GEORGIVS VI D:G:BR:OMN:REX F:D:IND:IMP:". Op de keerzijde rust de kroon op een eik met daarnaast een leeuw en een leeuwin. Daarboven en onder staat de tekst " 1939 THE DEFENCEMEDAL".
Zoals in Engeland gebruikelijk hangt de medaille aan een ophangmechanisme in de vorm van een fraai bewerkte gesp die kan draaien ten opzichte van het lint. Er is niet voorzien in een damesversiersel maar men kan de medaille aan een strik bevestigen. De medailles worden ook als baton en miniatuur op een rokkostuum gedragen. Engeland kende tot voor kort geen Knoopsgatversiering of "lintjes" voor op het revers.
Het lint is rood met groen-zwarte biesen. Er zijn geen gespen toegekend.
Prins Bernhard der Nederlanden was drager van deze medaille, zie de Lijst van onderscheidingen van prins Bernhard der Nederlanden. De medaille is aan tal van Nederlanders en Belgen toegekend.

## Overige kwalificaties
Er zijn meer dan vijftig categorieën van personen die voor de Defensiemedaille in aanmerking komen. Daaronder ook: 
- De strijdkrachten moesten ten minste drie jaren voor 8 mei 1945 in dienst zijn geweest in Groot-Brittannië of één jaar in overzeese gebieden voor 2 september 1945.
- Voor de mijnen- en bommen-opruimingsdiensten gold een periode van drie maanden.
- Voor de Canadezen gold een dienstperiode van een jaar in Newfoundland.
- Strijdkrachten die zes maanden hadden gediend in Hong Kong.
- Dienst in West-Afrika, Palestina en India telde ook mee.

## Categorieën
1. Ex-member of the Armed Force or of the Women’s Military Auxiliary Services. (Oud-militairen en de vrouwelijke hulpafdeling van de strijdkrachten)	
2. Home Guard ( vrijwillige para-militaire landwacht)
3. Medical Services (overseas)
- Joint War Organisation of British Red Cross (Het Britse Rode Kruis)
- Society and the Order of St John of Jerusalem (De Johanniterorde)
- Chartered Physiotherapists (Erkende fysiotherapeuten)
- British Red Cross Society (De vrijwilligers van het Britse Rode Kruis)
- American Field Service (Amerikaanse vrijwilligers op ambulances[2]

4.  Philanthropic Bodies (Overseas)
- Army Scripture Readers’ Association
- Catholic Women’s League
- Christian Scientists (Officiating Minister).
- Christian Scientists Welfare Workers( Librarians and Secretaries )
- Church Army
- Church of England Soldiers’,Sailors’ and Airmen’s Institute
- Church of Scotland.
- Hibbert House
- Incorporated Soldiers’, Sailors’ and Airmen’s Help  Society
- Methodist and United Board Churches
- Mission to Mediterranean Garrisons.
- Salvation Army.
- Soldiers’, Sailors’ and Airmen’s’Families Association
- Toc H
- Young Men’s Christian Association
- Young  Women’s Christian Association

5. Voluntary Societies under the Council of British Society for Relief Abroad
- Catholic Committee for Relief Abroad
- Guide International Relief Service
- International Voluntary Service for Peace
- Jewish Committee for Relief Abroad
- Joint War Organisation of the British Red Cross Society and the Order of St John of Jerusalem.
- Salvation Army
- Save the Children Fund, Registered Charity
- Scout International Relief Service
- World Student Relief ( also known as International Student Service) ( London Committee).
- Young Women’s Christian Association.

6. N.A.A.F.I. ( Overseas)
- N.A.A.F.I.Women’s Voluntary Service
- Civilian Uniformed Employees.
- Entertainment National Service Association

7. Other Organisations and independent members ( Overseas)
- Allied Expeditionary  Force Club
- Army Schoolmistresses, Malta.
- Assistant Commissioners H.M Forces war Savings Committee
- Civil Defence Service Overseas Column
- Interpreters
- National Fire Service Overseas Column
- Technical Representative Civilian R.E.M.E.
- Telecom Personnel (Cable and Wireless Ltd
- War Correspondents including Americans who served between 3/9/39 and 8/12/41 inclusive
- War Office King’s Messengers
- Women’s Voluntary Service A.W.S.
- Women’s Transport Service A.W.S.
- Women’s Transport Service F.A.N.Y.Special Parties.

8.   Civil Defence Warden service including Shelter Warden
9.   Civil Defence Rescue Service, including former First Aid Party Services, or in London,  Stretcher Party Services
10.  Civil Defence Decontamination Service
11.  Civil Defence Report and Control Service
12.  Civil Defence Messenger Service.
13.  Civil Defence Ambulance Service including sitting Case Cars.
14.  Civil  Defence First Aid Service, including First Aid Posts and Points. Public Cleaning  Centres. Mobile Cleaning Units and the Nursing Service for public air-raid shelters.
15.  Civil Defence Gas Identification Service.
16.  Rest Centre Service.
17.  Emergency Food Services including Queen’s Messenger Convoy Services
18.  Canteen Services.
19.  Administration and Information Centre Services not Ministry of Information Services
20.  Mortuary Services
21.   Fire guards
- voor zover deze onder verantwoordelijkheid van een gemeente werkten in een van de gebieden waar een brandweer verplicht was gesteld. Ook de door de Regionaal Commissaris in Noord-Ierland gecontroleerde brandweer viel onder deze regeling en categorie.

- De categorie omvat ook de burgerwachten en brandweerlieden die overheidsgebouwen en zakenpanden beschermden in het kader van de Fire Guard Business and Government Premises Order 1943 en brandweerlieden die in Noord-Ierland een streep voor oorlogsdienst op de mouw mochten dragen.

22.    E.N.S.A (Entertainments National Service Association)
23.    Women’s Voluntary Service for Civil Defence
- De regeling voor deze dames in erg ingewikkeld. Zij komen voor de Defensiemedaille  in aanmerking wanneer zij recht hadden op een rode streep voor oorlogsdienst op de mouw. Andere dames in dezelfde eenheden kwamen in aanmerking op basis van de categorieën 8 tot en met 19.

24.     Civil Nursing Reserve.
25.  Nurses or Midwives in hospitals for which Government Department or Local Authorities are responsible, or in the recognised voluntary hospitals
26.   National Fire Services including services in a local authority Fire Brigade or the Auxiliary Fire Services  prior to nationalisation.
27.   Police Regular Police, First Police Reserve, Police War Reserve, Women’s Auxiliary Police Corps, Police Auxiliary Messenger Service, Special Constabulary.
28.    Royal Marine Police Special Reserve..
29.    Admiralty Civil Police.	
30.   War Department Constabulary.
31.   Air Ministry  Constabulary.
32.   Railway and Dock Police
33.   Civil Defence Services set up by Railway Dock authority and Canal Undertakings
34.   American Ambulance. Great Britain
35.   Civil Air Transport, Air crew only
36.   Air Transport Auxiliary, Air crew only
37.   Civil Defence Reserve
38.  Kent County Civil Defence Mobile Reserve
39.   West Sussex County Civil Defence Mobile attacks
40.   Coast Guard
41.   Civil Servants forming departmental Civil Defence organisations
42.    Lighthouse keepers who served under the three general lighthouse Authorities, and keepers of Light Vessel under those authority, who do not qualify for the 1939 - 45 Star
43.    Port of London Authority River Emergency Service
44.    Clyde River Patrol.
45.    Royal Observer Corps.
46.    Volunteer Stretcher Bearers Emergency Hospital Scheme
47.    Male Orderlies in Casualty Evacuation Trains Emergency Medical Service
48.   Emergency Information Officers and their helpers omproepers, koeriets en chauffeurs voor zover zij direct na aanvallen hadden gewerkt.)
49.    R.A.F. Education Officers serving in the United Kingdom
50.    Enrolled lifeboat men R.N.L.I. who do not qualify for the 1939 - 45 Star.